# Munya (Nigeria)
Munya è una delle aree a governo locale (local government areas) in cui è suddiviso lo stato di Niger, nella Repubblica Federale della Nigeria. Si estende su una superficie di 2.176 km² e conta una popolazione di 103.651 abitanti.